# 久ヶ沢徹
久ヶ沢 徹（くがさわ とおる、1962年8月27日 - ）は、日本の俳優・声優・ナレーター。スーパーエキセントリックシアター所属。身長180cm、血液型B型。福井県敦賀市出身。調理師、電気工事士などの免許を保有している。

## 出演

### 映画
- すてごろ 梶原三兄弟激動昭和史（2003年） - 高森日佐志
- バブルへGO!!〜タイムマシンはドラム式（2007年）
- 劇場版「おいしい殺し方」（2007年）
- 感染列島（2009年）
- 酔いがさめたら、うちに帰ろう。（2010年）
- 私はいったい、何と闘っているのか（2021年）

### テレビドラマ
- ときめきざかり（1988年、フジテレビ）
- 男たちの運動会（1989年、NHK）
- 君の名は（1991年、NHK）
- 素敵にダマして!（1992年、日本テレビ）
- Dの遺伝子（1997年、フジテレビ）
- PARTYしようよ（1998年、日本テレビ）
- 遊－ing（1998年、TBS）
- 元禄繚乱（1999年、NHK）
- 恋愛詐欺師（1999年、テレビ朝日）
- 永遠の1/2（2000年、TBS）
- 愛人の掟・あなたに逢いたくて（2000年、テレビ朝日）
- 原宿ロンチャーズ学園（Harajukuロンチャーズ）（2000年 - 、BS朝日）
- HeartBeat（2000年、テレビ東京）
- G-taste 「OL 如月里緒奈」（2001年、テレビ朝日）
- お見合い放浪記（2002年、NHK）
- 少年たち3（2002年、NHK）
- ホーム&アウェイ（2002年、フジテレビ）
- いきなりHOW話遊（2004年、テレビ東京）
- Go!Go!HEAVEN（2005年、テレビ東京）
- 今夜ひとりのベッドで（2005年、TBS）
- ファイト（2005年、NHK）
- 87%（2005年、日本テレビ）
- 怪談新耳袋「舞ちゃんの声」(2005年、BS-i)
- 事件記者 浦上伸介4（2006年） - 千倉警部 役
- ですよねぇ。（2006年、TBS)
- リコーダーをおいかけろ（2006年、NHK教育）
- おいしい殺し方（2006年、BSフジ）
- 事件記者・浦上伸介4（2006年、テレビ東京）
- 財務捜査官 雨宮瑠璃子3（2007年、TBS）
- ちりとてちん（2007年、NHK） - 野口幸助 役
- 医龍-Team Medical Dragon-2（2007年、フジテレビ）第7話- ウェイター 役
- 白と黒（2008年、東海テレビ）
- ロト6で3億2千万円当てた男（2008年、テレビ朝日）
- 金曜ドラマ (TBS) ラブシャッフル（2009年、TBS）
- 西村京太郎サスペンス鉄道捜査官10（2009年5月、テレビ朝日） - 浦中誠一 役
- 帰ってこさせられた33分探偵 第11話（2009年、フジテレビ）
- LOVE GAME 第9話（2009年　読売テレビ）
- 華麗なるスパイ 第5話（2009年8月　日本テレビ）
- 誰かが嘘をついている（2009年10月　フジテレビ）
- プロゴルファー花（2010年4月、読売テレビ）
- 無敵のおばさん小早川千冬・正義の事件簿（2010年6月、TBS） - 飯島章夫 役
- 生まれる。（2011年、TBS）
- ドン★キホーテ（2011年、日本テレビ） - 医師 役
- 相棒 Season 10 第7話（2011年、テレビ朝日） - 竹山学 役
- 鍵のかかった部屋 第4話（2012年、フジテレビ） - 桑島雄司 役
- コドモ警察 第9話（2012年、TBS）
- お天気お姉さん 最終話（2013年、テレビ朝日） - 安倍晴子の父 役
- 孤独のグルメ Season3 第7話（2013年8月21日、テレビ東京） - 40代夫婦・夫 役
- 八重の桜（2013年、NHK） - 寺島宗則 役
- HERO 第2期（2014年、フジテレビ）　-　特捜部検事 役
- 株価暴落（2014年、WOWOW） - 捜査一課 管理官 役
- マルホの女〜保険犯罪調査員〜 第7話（2014年、テレビ東京） - 黒沢浩次 役
- 遺産相続弁護士 柿崎真一 第10話（2016年、読売テレビ） - 林田誠心 役
- 警視庁捜査二課・郷間彩香 特命指揮官（2016年） - 宮本謙三
- カインとアベル （2016年、フジテレビ） - 青木 役
- 犯罪科学分析室 電子の標的3（2017年、テレビ東京） - 西尾雅紀 役
- 緊急取調室 第2シーズン 第7話（2017年6月1日、テレビ朝日） - 野々村 真一 役
- 結婚相手は抽選で（2018年） - 冬村洋平 役
- ハガネの女
- 妖怪！百鬼夜高等学校（2018年10月18日 - 12月28日、BS日テレ） - 赤鬼 役
- ワカコ酒 Season 4、第8夜「酒のつまみに絶品カレー」（2019年2月26日、BSテレ東） - 酒処『里』常連さん役
- 警視庁・捜査一課長 2020（2020年） - 海老原学 役
- パンドラの果実〜科学犯罪捜査ファイル〜 Season1 第9話（2022年6月18日、日本テレビ） - 守矢 役
- 弁護士ソドム 第1話（2023年4月28日、テレビ東京） - 水元亮介 役

### ウェブドラマ
- #声だけ天使（2018年1月15日 - 3月19日、AbemaTV） - 寺本武文 役[1]

### 人形劇
- 西遊記外伝 モンキーパーマ（2013年、tvk、テレ玉、チバテレ、群テレ、とちテレ、MTV、KBS京都、サンテレビ、OHK、ひかりTV）-  茶威流怒 役

### ラジオ
- 久ヶ沢徹のほぼラジオ！〜いつでも聴いてね〜（らじこん2012年8月1日‐）

### 舞台
- サモ・アリナンズ全公演
- 小林賢太郎プロデュース公演(KKP)
  - 「Sweet7」（2003年） - アライ役
  - 「Paper Runner」（2004年） - アラシヤマ役
  - 「LENS」（2004年） - カスガ役（カスガオウタ）
  - 「TAKEOFF 〜ライト三兄弟〜」（2006年・2007年） - オリベ役（織部ダイゴロウ）
  - 「ロールシャッハ」（2010年・2012年） - 壷井貢 役
- 「ロミオ&ジュリエット」（1998年） - マキューシオ役
- ブロードウェイミュージカル「新ピーターパン」（1998年 - 1999年）
- ブロードウェイミュージカル「FOOTLOOSE 2002」（2002年）
- カムカムミニキーナ公演「マイケルリラクゼイション美談/猥談」（2002年）
- 「東京上空いらっしゃいませ」（2002年）
- G2produce#7「止まれない12人」（2003年）
- G2produce#8「痛くなるまで目に入れろ」（2004年）
- ミュージカル「天国への階段」（2005年）
- 劇団ノーティーボーイズ「騙っちゅーの!」（2005年）
- Rahmens Presents「GOLDEN BALLS LIVE」（2005年）
- 猫のホテル「ウソツキー」（2005年）
- 久保田組「走れオッサン」（2006年）
- G2作・演出「ジェイルブレイカーズ」（2006年）
- G2produce&三鷹市芸術文化センター presents「ツグノフの森」（2007年）
- 劇団SET「倭人の噂」（2007年）
- 劇団SET・赤坂RED／THEATER提携公演 「HAVE A NICE FLIGHT!」（2007年）演出・出演
- サモ・アリナンズプロデュース#25「洞海湾―九州任侠外伝―」（2008年）
- G2プロデュース「静かじゃない大地」（2009年）
- AGAPE store最終公演「残念なお知らせ」（2010年）
- 「アリバイのない天使」（2010年）
- 「ベイビーベイビー」(2011年）
- 「6月のビターオレンジ」（2011年）
- カムカムミニキーナ公演「かざかみパンチ」 （2011年）
- 豆之坂書店（2011年） - 佐々木典義（喫茶店店主） 役
- 土田英生セレクションvol.2「燕のいる駅」（2012年）
- 久ヶ沢徹生誕50周年祭 久ヶ沢牛乳presents「A HALF CENTURY BOY」（2012年）
- G2プロデュース最終公演「デキルカギリ」（2013年）
- ピチチ5「はぐれさらばが"じゃあね"といった」（2013年）
- ボクの妻と結婚してください。（2014年）
- 「最後のサムライ」（2015年） - 山県有朋 役
- 「グレート・ネイチャー」（2015年）[2]
- KOKAMI@network vol.14 「イントレランスの祭」（2016年）
- コントマンシップ カジャラ KAJALLA #2「裸の王様」（2017年）[3]
- 暁のヨナ〜緋色の宿命編〜（2018年）[4]
- "ゲーム×演劇"舞台「ゲームしませんか?」（2019年）[5]
- 春の修学旅行 妖怪! 百鬼夜高等学校～一条通と付喪神～（2019年）
- 虚構の劇団「日本人のへそ」（2022年）
- シアタークリエ「SHINE SHOW！シャイン・ショウ！」（2023年）
- 笑わせんな（2024年）[6]
- けもののおとこ（2024年）[7]
- ト音（2024年）[8]
- 家政夫のミタゾノ THE STAGE レ・ミゼラ風呂（2025年）[9]
- 発表せよ！大本営！（2025年公演予定）[10]

### CM
- 「東京ガス」「NEC」「東芝」「日商岩井」「日通ペリカン便」「カネボウ」などでナレーション担当。